# 霍爾梅
霍爾梅（羅馬化：Kholmy）是烏克蘭北部切爾尼戈夫州科留基夫卡区霍尔梅市镇内的市級鎮及其行政中心；處於烏比季河畔，距離科留基夫卡31公里和切爾尼戈夫118公里，面積6.02平方公里，人口2,400人，人口密度每平方公里480.4人。